# Cuélas
Cuélas település Franciaországban, Gers megyében. Lakosainak száma 125 fő (2022. január 1.). Cuélas Saint-Ost, Guizerix, Duffort, Ponsan-Soubiran és Sainte-Aurence-Cazaux községekkel határos.

## Népesség
A település népességének változása:
| Lakosok száma | 152  | 126  | 120  | 104  | 112  | 120  | 124  | 123  | 124  | 125  |
|               | 1968 | 1982 | 1990 | 2006 | 2013 | 2015 | 2017 | 2019 | 2020 | 2022 |